# Mulle (kortspel av whisttyp)
Mulle är ett kortspel som är avsett för tre deltagare och som kan räknas in bland whist-spelen.
I given delas 13 kort ut till varje spelare och även till en fjärde hand. Man spelar växelvis med två kortlekar, och i samband med given kuperas ett kort fram ur den andra leken. Detta kort kallas mulle, och kortets valör bestämmer spelsättet: trumfspel (med mullens färg som trumffärg), sans atout (spel utan trumf) eller nolle, det vill säga att man ska undvika att ta stick. Innan man börjar spela om sticken har förhand rätt att mot betalning till potten byta ut sina kort mot den fjärde handen. Avstår förhand går möjligheten vidare till de båda andra spelarna.
I trumfspel och sans atout får man notera 1 poäng för varje vunnet stick utöver fyra, och i nolle belönas den som inte tagit något stick alls med 4 poäng. Spelare med för få respektive för många hemtagna stick måste betala böter till potten. Den som spelar ut det kort som har samma valör och färg som mullen ska säga ”mulle”, och får då inkassera marker från sina motspelare.
Den spelare som först når tolv poäng i protokollet vinner spelet och tar hem hela potten.